# O Que Acontece na Balada
"O Que Acontece na Balada" é o terceiro single da dupla Thaeme & Thiago do álbum Novos Tempos - Ao Vivo. A canção "O Que Acontece na Balada" é um arrocha em um estilo balada.

## Apresentações ao vivo
No dia 14 de março de 2015 a dupla se apresentou no programa Legendários apresentado por Marcos Mion.
Thaeme & Thiago apresentaram a canção ao vivo no dia 6 de abril de 2015 no programa Encontro com Fátima Bernardes.

## Lista de faixas
| Download digital |                            |         |  |
| N.º              | Título                     | Duração |  |
| 1.               | "O Que Acontece na Balada" | 3:01    |  |

## Desempenho nas tabelas musicais
| Tabela musical (2014)                                                      | Melhor posição |
| -------------------------------------------------------------------------- | -------------- |
| Brasil - Billboard Brasil Hot 100 Airplay                                  | 4              |
| Brasil - Billboard Brasil Regional Vale Paraíba/Litoral Paulista Hot Songs | 3              |
| Brasil - Billboard Brasil Regional Centro Paulista Hot Songs               | 8              |
| Brasil - Billboard Brasil Regional Florianópolis Hot Songs                 | 1              |